# Michał Rozenfeld
Pour les articles homonymes, voir Rozenfeld.
Michał Rozenfeld (né en 1916 et mort le 2 septembre 1943 à Krawcowizna) est un membre de la résistance juive pendant la Seconde Guerre mondiale, combattant dans l’insurrection du ghetto de Varsovie et partisan de la troupe de Mordechaj Anielewicz de la Gwardia Ludowa.

## Biographie
Né en 1916 Michał Rozenfeld étudie la psychologie ; il est élève de Tadeusz Kotarbiński. Après le déclenchement de la Seconde Guerre mondiale, il travaille dans le ghetto de Varsovie comme enseignant. Il est membre du Parti ouvrier polonais et de l’état-major de l’Organisation juive de combat. Il reste dans le bunker du 18 de la rue Miła avec Mordechaj Anielewicz. Le 10 mai 1943, il sort du bunker par les canaux dans la rue Prosta avec le groupe des combattants juifs.
Après la chute de l’insurrection, il se cache dans la forêt à Wyszków, où il est combattant de la troupe de la Gwardia Ludowa. Rozenfeld et ses compagnons d’armes sont dénoncés aux Allemands par un garde forestier de Krawcowizna. Les 12 partisans sont exécutés. 
En 1945, il est décoré d’une croix d’argent de l’ordre Virtuti Militari. 
Il est enterré dans la fosse commune des partisans de la Garde populaire, dans le cimetière juif de la rue Okopowa à Varsovie (la tombe n°31, la rangée n°3),.

## Commémoration
Le nom de Michał Rozenfeld est gravé sur la plaque commémorative, située près du monument de l'évacuation des combattants de ghetto de Varsovie dans la rue Prosta 51 à Varsovie. 

## Références

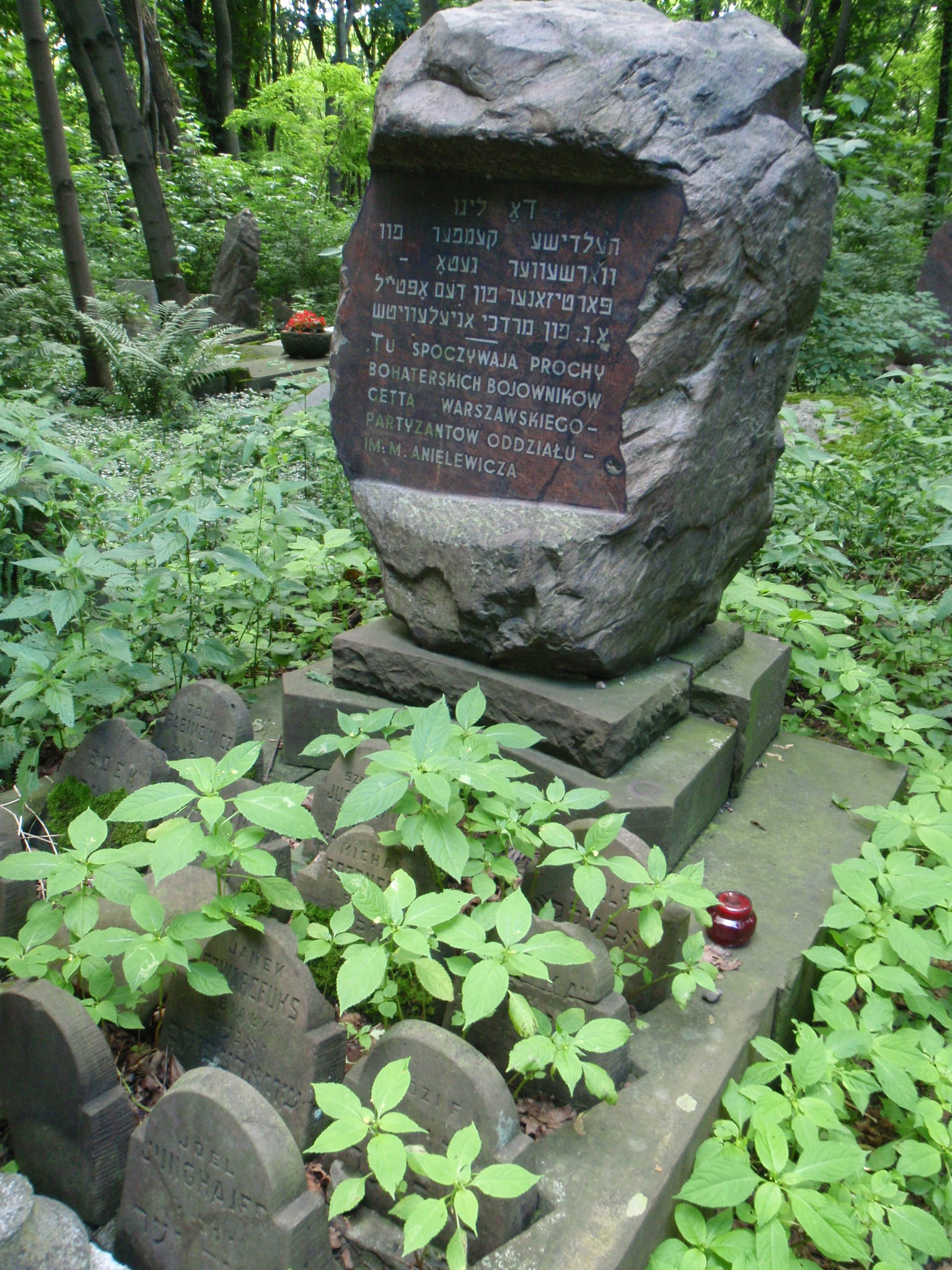
La tombe de Michał Rozenfeld et de ses compagnons d’armes dans le cimetière juif à Varsovie